# أندريس راميرو إسكوبار
أندريس راميرو إسكوبار (بالإسبانية: Andrés Ramiro Escobar)‏ هو لاعب كرة قدم كولومبي في مركز الهجوم، ولد في 14 مايو 1992 في Puerto Tejada, Cauca ‏ في كولومبيا. شارك مع منتخب كولومبيا تحت 20 سنة لكرة القدم. أما مع النوادي، فقد لعب مع أتلتيكو ناسيونال وديبورتيفو كالي ودينامو كييف ونادي إيفيان ونادي دالاس ونادي ميلوناريوس.

## وصلات خارجية
- أندريس راميرو إسكوبار على موقع الاتحاد الأوربي (الإنجليزية)
- أندريس راميرو إسكوبار على موقع اتحاد أوكرانيا (الإنجليزية)
- أندريس راميرو إسكوبار على موقع الدوري الأمريكي (الإنجليزية)
- أندريس راميرو إسكوبار على موقع قاعدة بيانات كرة القدم.إي يو (الإنجليزية)
- أندريس راميرو إسكوبار على موقع Soccerway.com (الإنجليزية)
- أندريس راميرو إسكوبار على موقع عالم كرة القدم.نت (الإنجليزية)
- أندريس راميرو إسكوبار على موقع AS.com (الإسبانية)